# 竹中雅彦
竹中 雅彦（たけなか まさひこ、1954年12月 - 2019年10月16日）は、和歌山県和歌山市出身の日本の高校野球指導者。社会科教諭。

## 経歴
和歌山県の桐蔭高校時代には、軟式野球部に所属。
成城大学に進学後に硬式野球部に入部し、硬式野球に転じる。
大学卒業後は、社会科教員として故郷の和歌山県に帰郷し、1980年には母校の桐蔭高校で軟式野球部の監督として指導に当たる。新宮高校、星林高校ではそれぞれ硬式野球部の部長を務めた。星林高校時代の教え子には、小久保裕紀らがいる。1988年には、和歌山県高等学校野球連盟常任理事に就任。1996年には、当時全国最年少で県高野連理事長に就任。
2003年には、日本高等学校野球連盟常任理事や選抜大会選考委員に就任。2011年には、教員を退職し、正式に日本高野連に入局し、参事や2013年12月には事務局長に就任した。事務局長在任中には、国内外で大きな問題なども起こり高校野球にも影響したため対応に追われることとなった。少子化による野球部員の減少に対応するため、複数校による連合チームの出場の認可や「高校野球200年構想」を掲げ野球振興にも取り組み、投手の故障予防からの球数制限やタイブレーク制導入などの対応にも当たった。生前最後となった、第101回全国高等学校野球選手権大会の運営にも携わり、大会後に韓国で開催された、U-18ワールドカップでは日本代表選手団を引率した。
2019年10月16日午後6時10分に間質性肺炎のため、和歌山市内の病院で死去。64歳没。
日本高野連の事務局長としての任期は同年12月20日が満了日で、任期満了後には退任する予定であった。